# Henri Guillaume Galeotti
Henri Guillaume Galeotti (Parijs, 10 september 1814 - 1858) was een Frans-Belgisch botanicus en geoloog van Italiaanse afstamming. Hij is vooral bekend voor zijn werk rond de Cactaceae (cactusfamilie).

## Levensloop
Galeotti is geboren in Parijs, zijn vader was afkomstig uit Milaan. Na de onafhankelijkheid van België in 1830 verhuisden zijn ouders naar Brussel. Hij studeerde geologie en natuurlijke historie aan de Etablissement Géographique de Bruxelles, opgericht door de Vlaamse cartograaf Philippe Vandermaelen in 1830.
In 1835 studeerde hij af met een thesis over de geologie van Brabant, waarmee hij de gouden medaille van de Académie Royale des Sciences et Belles Lettres won. Direct daarop vertrok naar Mexico op een studiereis bekostigd door Vandermaelen, om daar de geologie en flora te bestuderen.

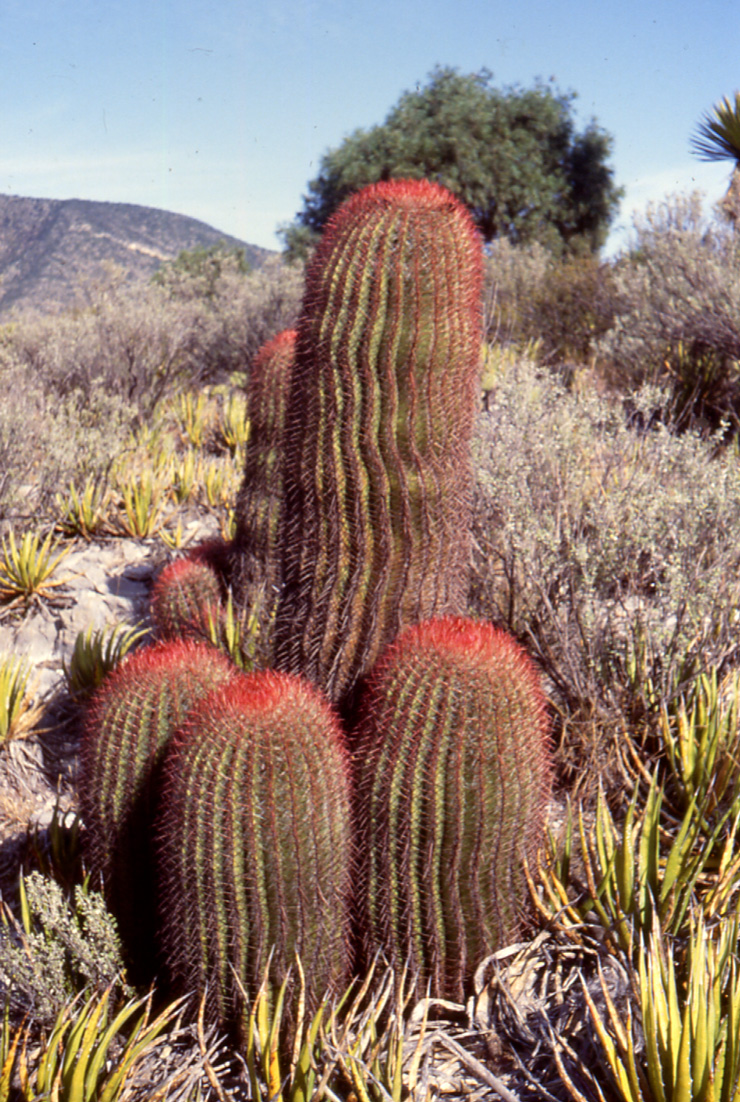
Ferocactus pilosus

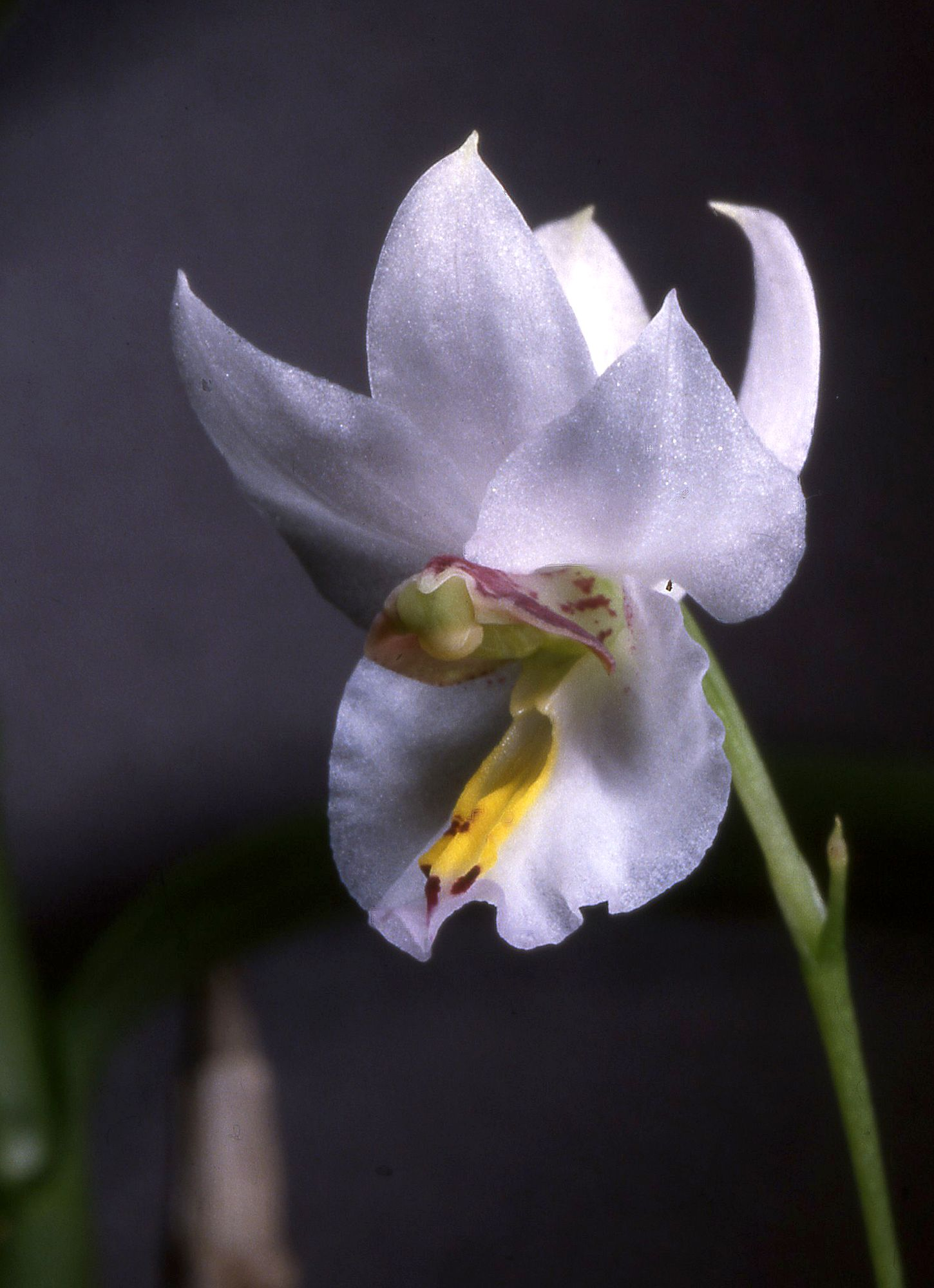
Barkeria melanocaulon

Tussen 1835 en 1840 verbleef hij in Mexico en legde daar een zeer uitgebreid herbarium aan met 7.297 specimens, en een collectie levende cactussen, een plantenfamilie waarvoor hij een bijzondere voorliefde had. Hij ontdekte al snel verschillende nieuwe soorten cactussen (zoals Ferocactus pilosus) en orchideeën (zoals Barkeria melanocaulon).
Aanvankelijk verbleef hij in de buurt van Veracruz, Xalapa en de Duitse kolonie El Mirador, daarna trok hij samen met de Duitse botanicus Charles Ehrenberg naar Mineral del Monte. De volgende drie jaar onderzocht hij de Mexicaanse hoogvlakte en het westen van Mexico, waar hij onder meer een verhandeling schreef over de geologie en natuurlijke historie van het Chapalameer. Ten slotte keerde hij terug naar El Mirador, waar hij een botanisch station oprichtte en van waaruit hij tochten ondernam. Zo was hij waarschijnlijk de eerste botanicus die de top van de Cofre de Perote bereikte, en in augustus 1938 maakte hij samen met zijn collega's Funck, Ghiesbreght en Linden een van de eerste geregistreerde beklimmingen van de Piek van Orizaba (5.363 m), de hoogste vulkaan van Mexico, waar hij 400 tot 500 soorten alpenflora verzamelde. Het grootste deel van zijn collectie ontstond echter in zijn laatste jaar in Mexico, toen hij in de zuidelijke staten Puebla en Oaxaca rondreisde.
In 1840 keerde hij met een tussenstop in Cuba terug naar België, waar hem een leeropdracht plantkunde aan de Université Libre de Bruxelles werd aangeboden. Hij verkoos echter een plantenimportzaak- en kwekerij te starten in Leuven, waar hij Mexicaanse cactussen importeerde en verkocht. In 1843 bekwam hij het Belgisch staatsburgerschap.
Ondertussen werkte hij samen met Antoine Charles Lemaire, Carl Bernhard von Trinius, Achille Richard en Martin Martens aan het wetenschappelijk onderzoek van de soorten cactussen, orchideeën en varens die hij in Mexico verzamelde. In 1949 ging zijn onderneming echter failliet, wat hem verplichtte een aantal van zijn zeldzaamste cactussen en herbariumspecimens te verkopen, waardoor de verzameling verspreid raakte.
In 1852 werd hij bestuurder bij de Société royale de Flore de Bruxelles en redacteur van de Journal d'Horticulture Pratique en in 1853 directeur van de Jardin botanique de Bruxelles, een post die hij tot het einde van zijn leven bezette. In die periode breidde hij de verzameling van het tuin gevoelig uit. In 1857 startte hij het Bulletin de la Société Royale d’Horticulture de Belgique et du Jardin botanique de Bruxelles.
Galeotti stierf een vroegtijdige dood in 1958 ten gevolge van een besmetting met tuberculose. Zijn rijke herbarium kwam na zijn dood in het bezit van de Jardin botanique de Bruxelles, en is nu opgenomen in het herbarium van de Nationale Plantentuin van België, waar nog 4.620 van de originele 7.297 specimens bewaard zijn gebleven.

## Eponiemen
Verscheiden plantengeslachten en -soorten zijn naar Galeotti vernoemd, onder andere:
- Galeottia, een orchideeëngeslacht benoemd door Achille Richard;
- Galeottiella, een orchideeëngeslacht benoemd door Rudolf Schlechter;
- Gongora galeottiana, een Mexicaanse orchidee, eveneens benoemd door Richard;
- Mammillaria galeottii, een cactussoort benoemd door Michael Joseph François Scheidweiler